# Erfrecht
Het erfrecht in België en Nederland regelt de erfopvolging of successie, dat wil zeggen regelt wat er gebeurt met de bezittingen, schulden, rechten en verplichtingen van een persoon als deze overlijdt. Het maakt deel uit van het vermogensrecht wat weer onderdeel is van het burgerlijk recht. In het erfrecht is er een regeling voor het geval er geen testament of erfovereenkomst (België) is gemaakt, het versterf-erfrecht en voor het geval er wel een testament is gemaakt, testamentair erfrecht. Er staan ook regels in hoe een testament rechtsgeldig moet worden opgesteld, hoe de erfenis overgaat op de erfgenamen en hoe een nalatenschap met veel schulden moet worden afgewikkeld.

## Algemene hoofdlijnen
Het begrip erfrecht betekent in beginsel niet dat een persoon recht heeft om iets te erven, omdat men in België en Nederland de vrijheid heeft om een testament of codicil te maken en daarmee af te wijken van de algemene wettelijke regels van erfopvolging. Deze vrijheid is niet onbegrensd want de wet bepaalt dwingend dat kinderen staande huwelijk van een overleden persoon, altijd recht hebben op een minimum bedrag van een positieve erfenis, de reserve (België) of legitieme portie (Nederland). Verder krijgt de langstlevende partner krachtens huwelijk of registratie in Nederland de hele erfenis in handen als er ook kinderen van overledene zijn, in andere gevallen heeft de langstlevende in België en Nederland bepaalde basisrechten. Daarenboven moeten in Nederland sinds 2003 bepalingen in een uiterste wil binnen de reikwijdte vallen van een in het erfrecht of andere de wet genoemde uiterste wilsbeschikking om rechtsgeldig te zijn (art. 4:42 BW), sommige door de notaris gebruikte modelbepalingen in een testament doen dat niet.
Als er geen testament of erfovereenkomst is gemaakt, bepaalt de wet wie erfgenaam of erfgerechtigde (België) is, ook erven genoemd, dat zijn in eerste lijn de partner uit huwelijk of geregistreerd partnerschap en de kinderen. Hierop bestaat in Nederland een uitzondering voor de situatie dat overledene een partner uit huwelijk of registratie en een of meer eigen kinderen achterlaat, dan verkrijgt alleen de langstlevende partner de erfenis en de kinderen, die wel officieel  erfgenaam zijn, krijgen slechts een vordering op de langstlevende ter hoogte van hun theoretisch erfdeel, dat pas opeisbaar is bij overlijden, faillissement of schuldsanering, voor wat er dan nog van over is (art. 4:13 BW, "wettelijke verdeling"). 
Met een testament (uiterste wil) of erfovereenkomst kan van deze regels worden afgeweken en kan de testateur zelf bepalen wie erfopvolger is. Dat kunnen ook de wettelijke erfgenamen zijn, met aanvullende bepalingen waarbij bijvoorbeeld méér erfgenamen worden benoemd, lasten worden opgelegd of legaten toegekend. Erfgenamen volgen de overledene, aangeduid als de erflater, van rechtswege op in diens rechtspositie, elk voor een bepaald deel, het erfdeel (fracties die samen 1 zijn), daar is in Nederland geen rechtshandeling of tussenkomst van een notaris voor nodig, in België is een attest of akte van de notaris nodig om de status van erfgerechtigde, die men bij overlijden heeft, te veranderen in erfopvolger, wat men wordt na (beneficiaire) aanvaarding van de erfenis. De overgang van rechtswege van overledene op de erfgerechtigden wordt de saisine genoemd.
Het recht om een testament te maken en zelf te bepalen wat er na overlijden met de nalatenschap gebeurt in afwijking van de hoofdregels uit de wet, en het recht van erfgenamen goederen uit een nalatenschap in eigendom te verkrijgen en te behouden, worden beschermd door het Europees grondrecht op ongestoord genot van eigendom.

## Europese Unie
Op 17 augustus 2015 is de Europese Erfrechtverordening in werking getreden die geldt in alle lidstaten van de Europese Unie, behalve in Denemarken en Ierland. In deze verordening staan regels om te bepalen welk erfrecht van toepassing is bij een zogenaamde grensoverschrijdende erfenis. Hoofdregel is, dat het rechtssysteem geldt van het land waar de overledene zijn hoofdverblijf had. Het is echter mogelijk in een testament of erfovereenkomst het erfrecht te kiezen van de nationaliteit van de erflater als deze afwijkt van het land van hoofdverblijf. Als een notaris handelingen verricht met betrekking tot de afwikkeling van een erfenis, kan zij in alle Europese landen optreden.
De belastingregels over successie zijn vaak per land verschillend. Er zijn weinig bilaterale verdragen op het gebied van successiebelastingen, maar er zijn veel landen die wel regelingen hebben om dubbele erfbelasting te vermijden. Met de Europese Erfrechtverordening gelden nu dus in alle lidstaten van de Europese Unie dezelfde regels voor conflictoplossing. Bijzonder is dat bijvoorbeeld Spanje de erfgenamen belast die woonachtig zijn in Spanje, ook al heeft de overledene geen binding met Spanje. Een Nederlandse erfgenaam die niet in Spanje woont hoeft geen Spaanse erfbelasting te betalen op een erfenis die in Spanje is opengevallen, maar als de erflater een Nederlander is die nog geen 10 jaar in Spanje heeft gewoond wel Nederlandse erfbelasting.
Volgens onderzoek door de Europese Commissie in 2011, voldeed Nederland toen niet aan de Europese regels voor vrij verkeer van kapitaal in Europa. Er zijn belemmeringen (verplichte Nederlandse registratie van de goede doelen), waardoor een schenking aan goede doelen in het buitenland zwaarder belast wordt. 

 Inmiddels zit er geen verschil meer tussen schenken aan een (rechts)persoon die in het buitenland woont of in Nederland. Er gelden dezelfde regels. Zo moet de ontvanger in Nederland bij de Belastingdienst aangifte doen van de schenking als die hoger is dan de vrijstelling of in de aangifte om een vrijstelling vragen.

## België
Het Belgisch erfrecht is in 2003 veranderd, waarbij vooral de erfopvolging van de langstlevende echtgenoot werd herzien. Echtgenoten met kinderen uit een vorige relatie kunnen elkaars erfrechten inperken, maar de langstlevende moet altijd minstens het vruchtgebruik op de gezinswoning erven. Ingeval er geen testament is, heeft de langstlevende echtgenoot recht op het vruchtgebruik op de volledige nalatenschap. De erfgenamen krijgen de naakte eigendom. Indien er alleen een langstlevende echtgenoot aanwezig is én ook de ouders van de overleden echtgenoot niet meer in leven zijn, dan krijgt deze de volle eigendom op de volledige nalatenschap. Van de wettelijke regels kan worden afgeweken bij testament.
Per september 2018 volgde een grondige herziening. Net als in Duitsland, maar anders dan in Nederland, kan sindsdien ook bij overeenkomst over de nalatenschap worden beschikt, de zogenaamde erfovereenkomst. Dat helpt het risico op familieconflicten na een overlijden in te perken. Ook maakt het erven door zorgkinderen makkelijker.

### Attest of akte van erfopvolging
Bij het overlijden worden de bankrekeningen van de erflater en de eventuele echtgenoot geblokkeerd. Deze kunnen slechts worden gedeblokkeerd op vertoon van een attest of akte van erfopvolging, opgesteld door de fiscale overheid (Kantoor Rechtszekerheid), of een notaris. Een notaris is nodig om een akte van erfopvolging op te stellen als er een testament is, een huwelijkscontract, een schenking onder levenden (Gift tussen echtgenoten), of een handelingsonbekwame erfgenaam. Voor eenvoudige erfenissen kan het Kantoor Rechtszekerheid voor een attest van erfopvolging zorgen waarin de overheid verklaart dat er (geen) fiscale of sociale schulden zijn en de wettelijke erfgenamen kunnen beschikken over hun deel van de erfenis. Die schulden moeten eerst betaald worden vooraleer de erfenis kan worden verdeeld.

### Ordes en graden
Het Belgisch erfrecht onderscheidt voor de wettelijke opvolging volgende groepen personen die in rangorde zijn opgesomd
1. de descendenten (kinderen, kleinkinderen, ...);
2. de broers en zussen (bevoorrechte zijverwanten), deze komen dan samen met de ouders op indien die nog leven;
3. de ascendenten (ouders, grootouders en volgende indien geen broers of zussen aanwezig zijn);
4. de overige zijverwanten (ooms, tantes, neven en nichten);
5. de federale staat, indien geen van voorgaande aanwezig is of alle erfgenamen de erfenis hebben verworpen.

Het bestaan van een eerdere orde, sluit het erven door mensen in een volgende orde uit. Met andere woorden zal, bij afwezigheid van een testament, wie in orde twee staat, niets erven als er mensen in de groep van orde 1 bestaan.
Een begunstigde, is iemand die binnen zijn orde de dichtstbijzijnde graad heeft. Een graad is typisch een generatiesprong. De kinderen van een overledene zijn graad 1 en zijn kleinkinderen zijn graad 2. Indien binnen de orde één begunstigde aanwezig is, krijgt deze begunstigde alles.Zelfs indien ook in de volgende orde iemand met dezelfde graad bestaat. Concreet betekent dit dat hoewel de broer en de enige zoon van een overledenen dezelfde graad hebben, het toch enkel de enige zoon is die zal erven. De zoon staat immers in een hogere orde dan de broer.
Binnen één orde kan er evenwel sprake van plaatsvervanging zijn. Stel dat een persoon kinderloos sterft en zijn nalatenschap naar zijn broer en zijn zus gaan; Dan is het zo dat als ook de broer reeds overleden is, zijn helft van de nalatenschap over zijn kinderen verdeeld kan worden. De zus krijgt dan pas de volle erfenis, als ook haar andere broer geen kinderen had.
Vanaf orde 3 gebeurt er een 'kloving'. De erfenis wordt dan in twee gesplitst: een deel gaat naar de vaderlijke tak en een deel gaat naar de moederlijke tak.

### Reservataire erfgenamen
In de wet zijn zogenaamde reservataire erfgenamen opgenomen. Deze erfgenamen hebben een bij wet voorbehouden deel van de nalatenschap naar hen toekomend. Dit heet het principe van de gelijkheid der eerste orde erfgenamen (l'égalité) en komt voor uit de Code Napoléon van 1804. Voor descendenten kan dit oplopen tot 3/4 (te verdelen onder het aantal kinderen) en voor bevoorrechte ascedenten tot 2/4 (1/4 per ouderlijke lijn) dat voor hen is voorbehouden. De reserve van de bevoorrechte ascendenten bestaat slechts, indien er geen descendenten zijn. Hierbij is het belangrijk te weten dat met een testament of zelfs met een schenking bij leven, niet aan deze reserves geraakt kan worden.
De reserve van de echtgenoot bestaat langs de beschermde reserves hierboven genoemd én langs eventuele andere bij testament begunstigden. Deze reserve houdt in abstracte in dat de langstlevende echtgenoot recht heeft op de helft van de nalatenschap (dit is het bezit van de overleden echtgenoot en de overledene zijn deel van de gemeenschap) én in concrete het vruchtgebruik op de gezinswoning in. Dit vruchtgebruik wordt vervult ten koste van de erfgenamen.

#### Voorbeeld
X. laat per testament zijn hele bezit ter waarde van 10 miljoen aan zijn minnares na. Hij heeft echter ook nog een echtgenoot en drie kinderen. Door haar wettelijk beschermd erfdeel zal zijn vrouw toch nog het vruchtgebruik op de helft van 10 miljoen krijgen. Dit vruchtgebruik zal voor de helft worden geput uit de reservataire erfenis van zijn kinderen én de testamentaire erfenis van zijn minnares: Elk kind krijgt 1/8 in volle eigendom en 1/8 in blote eigendom (en ontvangen hierop het vruchtgebruik bij het overlijden van hun moeder). De minnares zal, ondanks dat het testament haar 10 miljoen toekent, slechts 1/8 in volle eigendom krijgen en 1/8 in blote eigendom.

#### Oorsprong
Merk op dat het principe van reservataire erfgenamen een eigenschap is van het oude Romeinse erfrecht, die gedeeltelijk werd overgenomen in het latere Napoleontische recht. Ook in het Anglo-Amerikaans erfrecht (ook in Zuid-Afrika geldend) bestaat geen volledige testeervrijheid en zijn er voorzieningen voor de bescherming van nabestaanden die niet op grond van testament of intestaaterfrecht verzorgd achterblijven. Hier heeft de rechter de bevoegdheid om bepaalde redenen en omstandigheden testamentaire beschikkingen te negeren.

#### 2017
Bij wet van 31 juli 2017 werd het federale erfrecht hervormd waarbij altijd de helft van de erfenis vrij beschikbaar is, de wet trad 1 september 2018 in werking.

#### 2018
Op 1 september 2018 werd het erfbelastingsrecht gewijzigd voor Vlaanderen:
- Een meer gematigde erfbelasting
  - verlaging van de tarieven voor verkrijgingen buiten rechte lijn; dat betekent concreet een lagere erfbelasting tussen broers en zussen onderling, en tussen personen belast aan het tarief “anderen”;
  - nieuwe vrijstellingen voor kinderen jonger dan 21 jaar die beide ouders verloren hebben: 
    - een volledige vrijstelling voor de verkrijging van (een deel van) de domiciliewoning van de overledene;
    - een voetvrijstelling op maximaal de eerste 75.000 euro van de netto-verkrijging van roerende goederen;

  - voor de langstlevende echtgenoot of samenwonende partner, een nieuwe voetvrijstelling op maximaal de eerste 50.000 euro van de netto-verkrijging van roerende goederen ("roerend partnerabattement" genoemd)
- Ondersteuning bij het nieuwe federale erfrecht
  - een nieuwe vrijstelling in de schenkbelasting bij een zogenaamde doorgeefschenking;
  - de invoering van de belastbaarheid van voortgezet vruchtgebruik;
  - schenkingen in erfovereenkomsten strekken niet tot fiscaal bewijs, tenzij partijen melden dat dit net wel het geval moet zijn.